# 次浦八郎常盛館
次浦八郎常盛館（つぎうらはちろうつねもりやかた）は、千葉県香取郡多古町次浦にあった日本の城。

## 歴史
次浦集落の西のはずれにあり、次浦常盛の館と伝わっている。次浦常盛は、「神代本千葉系図」によると、平常兼の弟である粟飯原家常の四男であるが、出生等の詳細は不明である。
次浦氏以前は、藤原親政の居館だったとの伝承もある。藤原親政は 「千田親政」とも称され、千田荘領家として下総国に下向していた。親政の居館は、内山（匝瑳市）と次浦にあったと伝わっている。
次浦には、集落の北側にも次浦城とよばれる城館があり、現地に残る土塁などの形態から戦国時代の城館と推察されている。このことから、次浦氏の早い段階の居館が次浦八郎常盛館で、その後、いずれかの時期に次浦城を築いて居館を移したとも推測されている。

## 構造
周囲の地形を削り出して館を造営したと思われ、雛壇状の平場が残っている。
館跡近くには、矢指塚がある。次浦常盛が、後三年の役の凱旋の際、記念に戦場で使用した矢を埋めたとも、源義家が前九年の役の凱旋の際、矢を埋めたともいわれている。

## アクセス
JR佐原駅、多古台バスターミナルからJRバス関東　次浦下車　徒歩20分